# Alfredas Lankauskas
Alfredas Lankauskas (* 17. Januar 1950 in Jakutien, Sowjetunion) ist ein litauischer Politiker und Hochschullehrer.

## Leben
Nach dem Abitur von 1958 bis 1968 an der 7. Mittelschule Vilnius (in Žirmūnai) absolvierte er von 1968 bis 1973 das Studium der Radiophysik an der Vilniaus universitetas und 1983 promovierte am Kauno politechnikos institutas (KPI). 1990 absolvierte er IT-Kurse in Leningrad.
Von 1978 bis 1981 war er wiss. Mitarbeiter  und lehrte von 1981 bis 1991 am KPI. Von 1991 bis 1995 war er Stadtratsvorsitzende (Bürgermeister) von Šiauliai, von 1995 bis 2000 Bürgermeister, ab 2000 Dekan der Fakultät an der Šiaulių universitetas.